# Un hombre bueno es difícil de encontrar y otros cuentos
Un hombre bueno es difícil de encontrar y otros cuentos (A Good Man Is Hard to Find and other stories) es un libro de cuentos de la escritora estadounidense Flannery O'Connor. El libro fue publicado por Harcourt Brace & Company, en 1955. La primera traducción al castellano la hizo Lumen, en 1973. El cuento que da título al libro, “Un hombre bueno es difícil de encontrar”, fue publicado por primera vez en una antología de escritores del Libro Avon de Escritura Moderna (The Avon Book of Modern Writing), en 1953.
Los cuentos del libro, escritos dentro del subgénero del gótico sureño, tocan temas en los que predomina la violencia y los temas recurrentes en la obra de O´Connor: el moral, con la presencia del bien y el mal, y el religioso, con la redención.

## Contenido del libro
Los diez cuentos que forman el volumen son:
- Un hombre bueno es difícil de encontrar (A Good Man es Hard to Find)

- El río (The River)

- La vida que salves puede ser la tuya (The Life You Save May Be Your Own)

- Un Golpe de buena suerte (A Stroke of Good Fortune)

- Un templo del Espíritu Santo (A Temple of Holy Ghost)

- El negro artificial (The Artificial Niger)

- Un círculo en el fuego (A Circle in The Fire)

- Un encuentro tardío con el enemigo (A Late Encounter with The Enemy)

- Buena gente del campo (Good Country People)

- La persona desplazada (The Displaced Person).